# Friedrich Christian Gregor Wernekink
Friedrich Christian Gregor Wernekink (Wernekinck) (ur. 13 marca 1798 w Münster, zm. 23 marca 1835 w Gießen) – niemiecki przyrodnik, neuroanatom i mineralog.

## Życiorys
Syn profesora medycyny Franza Wernekinka (1764–1839). Uczęszczał do Gymnasium Paulinum w rodzinnym mieście, w latach 1814–1817 studiował nauki przyrodnicze na Uniwersytecie Wilhelma w Münster, a następnie na Uniwersytecie Georga Augusta w Getyndze i na Uniwersytecie w Gießen. Tytuł doktora otrzymał 3 listopada 1820 roku. Następnie habilitował się i został Privatdozentem. 26 maja 1825 mianowany profesorem nadzwyczajnym medycyny. 22 września następnego roku otrzymał tytuł profesora zwyczajnego filozofii. Współpracował naukowo z Justusem von Liebigiem i Samuelem Thomasem von Sömmeringiem. Zmarł w wieku 37 lat na zapalenie mózgu. Przedwczesna śmierć udaremniła wydanie jego dzieła poświęconego neuroanatomii; poza drobnymi artykułami w czasopismach, nie pozostawił większych prac.
W neuroanatomii jego nazwisko upamiętnia eponim spoidła (skrzyżowania) Wernekincka. Termin „hufförmige Kommissur Wernekincks” wprowadził jego uczeń Franz Joseph Julius Wilbrand w 1840 roku. Publikował prace mineralogiczne, opisał m.in. minerał syderoschisolit (uznany potem za tożsamy z cronstedtytem). 

## Wybrane prace
- Ueber den Glanzkobalt von der Schwabengrube bei Müsen, im Siegenschen. Journal für Chemie und Physik 39, ss. 306–314, 1823
- Ueber den Sideroschisolith von Conghonas do Campo in Brasilien[7]. 1824
- Ueber den Harmotom von Annerode bei Giessen. Zeitschrift für Mineralogie 19, ss. 25–32, 1825
- Zerlegung des Kobaltkieses von Müsen bei Siegen. Zeitschrift für Mineralogie ss. 36–42, 1826